# Лубенець (Корюківський район)
Лубене́ць — село в Україні, у Корюківській міській громаді Корюківського району Чернігівської області. Населення становить 103 осіб. До 2016 орган місцевого самоврядування — Брецька сільська рада.

## Географія
Село розташоване на річці Лубна за 13 км від районного центру і залізничної станції Корюківка . Висота над рівнем моря — 141 м.

## Історія
За розповідями старожилів, село утворилось в сер. XVIII ст., коли поміщик Максимович купив чи виграв у карти у Лубнах 12 сімей-кріпаків, насильно привіз і поселив їх на своїх землях. Виник населений пункт вихідців з великого населеного пункту Лубни, який почав називатися маленькі Лубни, а згодом Лубенець.
У Національній книзі пам'яті жертв Голодомору 1932—1933 років в Україні перелічено 8 жителів села, що загинули від голоду.
12 червня 2020 року, відповідно до розпорядження Кабінету Міністрів України № 730-р «Про визначення адміністративних центрів та затвердження територій територіальних громад Чернігівської області», увійшло до складу Корюківської міської громади.
19 липня 2020 року, в результаті адміністративно-територіальної реформи та ліквідації колишнього Корюківського району, село увійшло до складу новоутвореного Корюківського району.

## Пам'ятки
Поблизу села є Шведські вали (свідки «Північної війни» 1700-1721 рр. Росії з Швецією). Недалеко від них — урочище Городок (с. Ховдіївка), де каролінці збудували оборонний табір.